# Daylight In Your Eyes (Audiosmog-dal)
A Daylight In Your Eyes című dal a német Audiosmog együttes 2. kimásolt kislemeze a Top Of The Rocks című albumáról. A dal a német slágerlista 36. helyéig jutott. A dalt eredetileg a No Angels vitte sikerre szintén 2001-ben. A maxi cd-n helyet kapott a French Affair egykori slágere, valamint a Mousse T 1998-as sikere is.
A dalban Tobi Schlegl egykori VIVA műsorvezető is közreműködött.

## Megjelenések
CD Maxi  Na Klar! – 74321 85894 2
1. Daylight In Your Eyes (Audiosmog + Tobi Schlegl Video Edit) 3:30
2. My Heart Goes Boom (Ladidada) (Audiosmog + Tobi Schlegl Version) 3:41
3. Horny '98 (Audiosmog - Tobi Schlegl Mix) 3:30

## Slágerlista
| Slágerlista (2001)   | Helyezés |
| -------------------- | -------- |
| Media Control Charts | 36       |